# 1 − 1 + 2 − 6 + 24 − 120 + ⋯
1 − 1 + 2 − 6 + 24 − 120 + ⋯ är inom matematiken den divergenta serien:
{\displaystyle \sum _{k=0}^{\infty }(-1)^{k}k!}
som först behandlades av Euler, som sökte resummationsmetoder för att överlåta ett ändligt värde till serien. Serien är en summa av fakulteter som alternerande adderas eller subtraheras. Ett enkelt sätt att summera den divergenta serien är att använda Borelsummering:
{\displaystyle \sum _{k=0}^{\infty }(-1)^{k}k!=\sum _{k=0}^{\infty }(-1)^{k}\int _{0}^{\infty }x^{k}\exp(-x)\,dx}
Om vi byter ut summering och integration ges:
{\displaystyle \sum _{k=0}^{\infty }(-1)^{k}k!=\int _{0}^{\infty }\left[\sum _{k=0}^{\infty }(-x)^{k}\right]\exp(-x)\,dx}
Summeringen i hakparenteserna konvergerar och är lika med 1/(1 + x) om x < 1. Om vi byter summeringen med 1/(1 + x) oavsett om det konvergerar, får vi en konvergent integral för summering:
{\displaystyle \sum _{k=0}^{\infty }(-1)^{k}k!=\int _{0}^{\infty }{\frac {\exp(-x)}{1+x}}\,dx=eE_{1}(1)\approx 0.596347362323194074341078499369\ldots }
där {\displaystyle E_{1}(z)} är exponentialintegralen.

## Resultat
Resultaten för de första tio värdena för k visas nedan:
| k | ++-beräkning                           | ++      | Resultat |
| - | -------------------------------------- | ------- | -------- |
| 0 | 1 · 0! = 1 · 1                         | 1       | 1        |
| 1 | −1 · 1                                 | −1      | 0        |
| 2 | 1 · 2 · 1                              | 2       | 2        |
| 3 | −1 · 3 · 2 · 1                         | −6      | −4       |
| 4 | 1 · 4 · 3 · 2 · 1                      | 24      | 20       |
| 5 | −1 · 5 · 4 · 3 · 2 · 1                 | −120    | −100     |
| 6 | 1 · 6 · 5 · 4 · 3 · 2 · 1              | 720     | 620      |
| 7 | −1 · 7 · 6 · 5 · 4 · 3 · 2 · 1         | −5040   | −4420    |
| 8 | 1 · 8 · 7 · 6 · 5 · 4 · 3 · 2 · 1      | 40320   | 35900    |
| 9 | −1 · 9 · 8 · 7 · 6 · 5 · 4 · 3 · 2 · 1 | −362880 | −326980  |